# La Sombra, Mexiko
La Sombra är en ort i Mexiko.   Den ligger i kommunen Las Margaritas och delstaten Chiapas, i den sydöstra delen av landet, 900 km öster om huvudstaden Mexico City. La Sombra ligger 529 meter över havet och antalet invånare är 126.
Terrängen runt La Sombra är kuperad, och sluttar österut. Runt La Sombra är det ganska glesbefolkat, med 34 invånare per kvadratkilometer. Närmaste större samhälle är Nuevo Santo Tomás, 7,7 km sydost om La Sombra. I omgivningarna runt La Sombra växer i huvudsak städsegrön lövskog.